# Químico

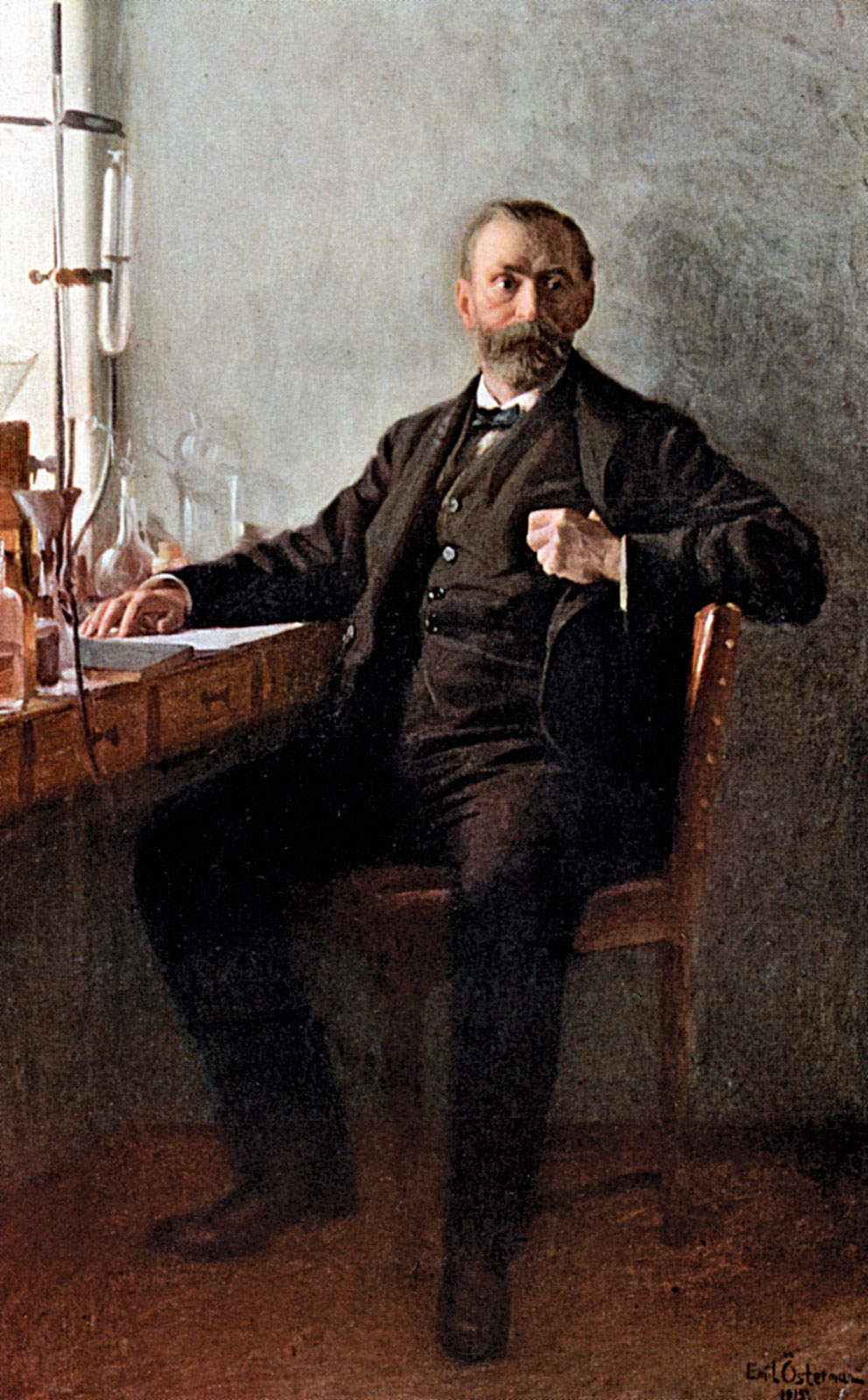
Alfred Nobel, químico que inventou a dinamite e criador do Prêmio Nobel

Químico é um profissional treinado no estudo das diversas ciências químicas. Os químicos estudam a composição, e as transformações da matéria e suas propriedades, tais como a densidade e acidez. Descrevem cuidadosamente as propriedades por eles estudadas em termos de quantidade, com detalhes sobre o nível de moléculas e átomos que os compõem. Medem proporções de substâncias, as taxas de reação e demais propriedades químicas.
Os químicos determinam a composição e as propriedades de substâncias desconhecidas, e estão preparados para reproduzir e sintetizar grandes quantidades de substâncias úteis que ocorrem naturalmente, criar novas substâncias artificiais e processos úteis. Os químicos podem se especializar em qualquer divisão da química. 
Existem outras profissões especializadas em divisões específicas da Química e que compartilham muito da mesma educação e habilidades do químico, acrescido de conteúdos e habilidades específicas destas divisões. Assim, temos os Cientistas de materiais, metalúrgicos, engenheiros químicos, bioquímicos  entre outros.
Os químicos trabalham em estreita colaboração com os diversos setores  indústriais e de prestação de serviços assim como diversos ramos da área educacional.  

## História
As raízes da química podem ser atribuídas ao fenômeno de queima. O fogo era uma força mística que transformava uma substância em outra e de interesse primordial para a humanidade. A utilização do fogo levou à descoberta do ferro, do vidro e do ouro: este último tornou-se um metal precioso e logo muitas pessoas estavam interessadas em encontrar um método para transformar outras substâncias nele. Isto levou ao desenvolvimento da protociência chamada alquimia. A palavra químico é derivada do neolatim chimista, uma abreviação de alchimista (alquimista). Os alquimistas descobriram muitos processos químicos que levaram ao desenvolvimento da química moderna e esta química como se conhece hoje, foi concebida especialmente por Antoine Lavoisier com a sua lei da conservação de massa de 1783. As descobertas dos elementos químicos possuem uma longa história e culminou na criação da tabela periódica por Dmitri Mendeleev. O Prêmio Nobel de Química, criado em 1901, forneceu uma excelente visão geral sobre as descobertas em química desde o início do século XX.
|                                                                         | |                                                                               | |
| Antoine Lavoisier (1743–1794) é considerado "o pai da química moderna". | Muhammad ibn Zakariya ar-Razi (Rasis), químico persa e um dos alquimistas mais famosos: descobriu o processo de preparar álcool, isolou muitas substâncias, produziu muitos medicamentos e descreveu muitos instrumentos de laboratório. | Dmitri Mendeleiev (1834-1907) criador da primeira versão da tabela periódica. | Pierre e Marie Curie físicos-químicos que, em suas pesquisas com o mineral pechblenda, descobriram os elementos rádio e polônio. |

## Educação e Profissões da Química
Cargos para exercer a função de químico exigem ao menos o diploma de nível superior, mas muitas posições, especialmente aquelas em pesquisa, exigem o doutorado. As graduações relacionadas aos profissionais da química enfatizam grande carga horária em disciplinas da matemática (cálculo diferencial, cálculo integral, geometria analítica) e física (mecânica, termodinâmica, eletricidade e óptica) em parte porque a química é tida como a "Ciência Central", assim profissionais da química devem ter um amplo conhecimento sobre ciências. Na pós-graduação (mestrado e doutorado), os estudantes se especializam em um campo especial. As áreas de especialização incluem a bioquímica, a química nuclear, química orgânica, química inorgânica, química de polímeros, química analítica química teórica, química quântica, química ambiental, físico-química, química de materiais entre outras. Experiência de pós-doutorado pode ser necessária para determinadas posições.
Trabalhadores cuja atividade envolve as ciências químicas, mas não necessitam de curso de nível superior, são referidos como técnicos químicos. Os técnicos em química atuam em trabalhos de análises de amostras, controle de qualidade em laboratórios entre outros.
No Brasil, atualmente são considerados profissionais da Química, com registro nos Conselhos Federais e Regionais de Química:
- Bacharel/Licenciado em Química;
- Bacharel em Química Industrial ou Química tecnológica;
- Bacharel em Bioquímica;
- Engenharia Química, Engenharia de alimentos;
- Técnicos em modalidades da química.

## Empregabilidade
As principais frentes de trabalho para os profissionais da química são as instituições de ensino, a indústria, e os laboratórios de pesquisa.
A química está dividida em várias sub-disciplinas, mas existem também vários campos interdisciplinares e campos especializados. Há uma grande interface entre os diferentes ramos da química com outras áreas científicas como biologia, medicina, física, radiologia, farmácia, nutrição e engenharia, ampliando consideravelmente o campo de atuação do químico:

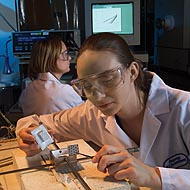
Profissional químico preparando célula de combustível para testes.

- Química analítica: análise de amostras de determinado material para compreensão de sua composição química e estrutura. As metodologias da química analítica podem ser usados em todas as subdisciplinas de química, excluindo os estudos puramente teóricos;

- Bioquímica é o estudo dos produtos, reações e interações que ocorrem em seres vivos. A química orgânica e a bioquímica estão intimamente relacionadas, por exemplo, na química medicinal;

- Química inorgânica é o estudo das propriedades e das reações dos compostos inorgânicos. A distinção entre disciplinas orgânicos e inorgânicos não é absoluta e há muitas interfaces, sendo a química de organometálicos a subdisciplina mais importante. A química inorgânica também estuda as ligações químicas e a estrutura molecular e atômica;

- Química medicinal é a ciência envolvida no projeto, síntese e desenvolvimento de fármacos; envolve a identificação, síntese e desenvolvimento de novas entidades químicas adequadas para uso terapêutico; inclui o estudo de drogas existentes, suas propriedades biológicas e a relação estrutura-atividade (REA);

- Química orgânica é o estudo da estrutura, propriedades, composição, mecanismos e reações de compostos orgânicos. Os químicos orgânicos também podem se especializar em purificação e separação de compostos orgânicos.

- Físico-química é o estudo que envolve a física básica dos sistemas e processos químicos. Em particular, a energética e a dinâmica de tais sistemas e processos são de interesse para os físicos-químicos. Importantes áreas de estudo incluem termodinâmica química, cinética química, eletroquímica, química quântica, mecânica estatística e espectroscopia. A físico-química tem grande sobreposição com a física molecular e da química teórica e envolve o uso de cálculo em equações decorrentes;

- Química teórica é o estudo da química através de raciocínios teóricos (geralmente abordando em conjunto a física e/ou a matemática). Em particular, a aplicação de mecânica quântica para a química é chamada de química quântica. Desde o final da Segunda Guerra Mundial, o desenvolvimento de computadores tem permitido o desenvolvimento sistemático da química computacional, que é a arte do desenvolvimento e aplicação de programas de computador para resolver problemas químicos. A química teórica tem grande interface com a física da matéria condensada e a física molecular.

As áreas citadas acima são as principais em empregar profissionais da química. Outros campos incluem a química atmosférica, química de alimentos, cosmetologia, engenharia química, quimioinformática, eletroquímica, ciências ambientais, química forense, geoquímica, química verde, ciência dos materiais, ciências médicas, biologia molecular, genética molecular, nanotecnologia, química nuclear, enologia, química de organometálicos, petroquímica, farmacologia, fotoquímica, fitoquímica, química dos polímeros, química supramolecular e química de superfície.

## Papel dos profissionais da química
O profissional da química é um cientista experimentador. O químico Michael Faraday foi por esta razão chamado de "o príncipe dos experimentadores". Hervé This recorda no seu livro, La sagesse du chimiste a frase de Lavoisier que definem o papel dos profissionais da química: "Nunca concluir além de que as experiências mostram".

## Honrarias e prêmios
A maior honraria concedida aos químicos é o Nobel de Química, concedido desde 1901, pela Academia Real das Ciências da Suécia.